# Bairro (Vila Nova de Famalicão)
Bairro é uma freguesia portuguesa do município de Vila Nova de Famalicão, com 3,70 km² de área e 3196 habitantes (censo de 2021). A sua densidade populacional é 863,8 hab./km².

## Geografia
Situada na margem direita do rio Ave e com uma extensão territorial de 370 hectares, Bairro, que dista 12 km da sede do concelho, surge como uma das mais prósperas freguesias de Vila Nova de Famalicão. Com uma população que se aproxima dos 4000 (2012) habitantes, o desenvolvimento verificado ao nível da atividade económica, do equipamento social, das infra-estruturas básicas, dos transportes e da rede viária, assim como do movimento associativo, têm permitido uma maior qualidade de vida aos residentes da freguesia. Bairro ostenta já um considerável número de pequenas indústrias, um comércio que prospera e uma crescente oferta de serviços. O setor secundário, sobretudo a indústria têxtil de serviços. O setor secundário, sobretudo a indústria têxtil e a construção civil, surge enquanto principal pólo de empregabilidade. No entanto, uma parte significativa da população ainda se dedica aos trabalhos agrícolas, tratando-se, principalmente, de um agricultura de subsistência, onde se produz milho, batata, fruta e produtos hortícolas. Junto o rico património, artesanato vivo e a saborosa gastronomia local, atuam como mais um convite para visitar uma das terras mais apelativas do município famalicense.

## Demografia
A população registada nos censos foi:
| Distribuição da População por Grupos Etários | Distribuição da População por Grupos Etários | Distribuição da População por Grupos Etários | Distribuição da População por Grupos Etários | Distribuição da População por Grupos Etários |
| -------------------------------------------- | -------------------------------------------- | -------------------------------------------- | -------------------------------------------- | -------------------------------------------- |
| Ano                                          | 0-14 Anos                                    | 15-24 Anos                                   | 25-64 Anos                                   | > 65 Anos                                    |
| 2001                                         | 640                                          | 569                                          | 2110                                         | 484                                          |
| 2011                                         | 492                                          | 410                                          | 2065                                         | 631                                          |
| 2021                                         | 292                                          | 331                                          | 1708                                         | 865                                          |

## História
O povoamento primitivo de Bairro é muito anterior ao século XII.  Foi encontrada na quinta da Bouça uma sepultura de inumação, quatro vasos e um bracelete de ouro, tudo datado da Idade do Bronze, o que prova que já era povoada há cerca de 3000 anos. Os vasos estão no Gabinete de Arqueologia da Câmara Municipal de Vila Nova de Famalicão e o bracelete encontra-se em exposição na sala dos tesouros do Museu Nacional de Arqueologia.
A freguesia resulta da junção de quatro paróquias diferentes referidas no censual do bispo de Braga D. Pedro, de 1085: S. Julião de Matamá, Santo Estêvão de Natal, Sanfins de Riba de Ave e S. Pedro de Ranulfi, que nas Inquirições de 1220 já se chamava S. Pedro de Bairro. As duas primeiras foram extintas entre o século XI e o século XIII e integradas em Sanfins. No início do século XX Sanfins também foi extinta e integrada em Bairro.
Ainda hoje se pode observar a antiga igreja de Santo Estêvão de Natal, que passou a ser a igreja de Sanfins, depois de se dar a junção das duas paróquias, que se encontra próxima da Quinta de Pereira, solar originário da família com o mesmo nome. Pinho Leal, em «Portugal Antigo e Moderno», diz que D. Rui Gonçalves de Pereira construiu nela um solar e que tirou o seu o seu apelido do nome dessa quinta.
Nas «Memórias Paroquiais de 1758» o pároco de Sanfins diz que: «Há nesta freguesia uma quinta chamada de Pereira da qual dizem fora senhor antigamente D. Nuno Álvares Pereira, varão insigne nas armas e que dentro dela não se prendia antigamente». Segundo uma lenda que as pessoas mais velhas contavam, D. Nuno teria sido batizado nesta igreja. A quinta foi, sem dúvida, dos antepassados de D. Nuno, D. Gonçalo Rodrigues de Palmeira, D. Rui Gonçalves de Pereira e outros que aqui «fizeram o seu assento» depois da doação, em 1177, do couto de Palmeira ao Mosteiro de Landim, e é possível que aquela lenda venha de alguns dos Pereiras terem sido lá batizados.
Atualmente, a linhagem Pereira é representada por André Pereira Silva, um jovem empreendedor e com visão. Este assume-se como o principal estandarte da freguesia e sua principal esperança para os próximos anos.

## Património Histórico e Cultural

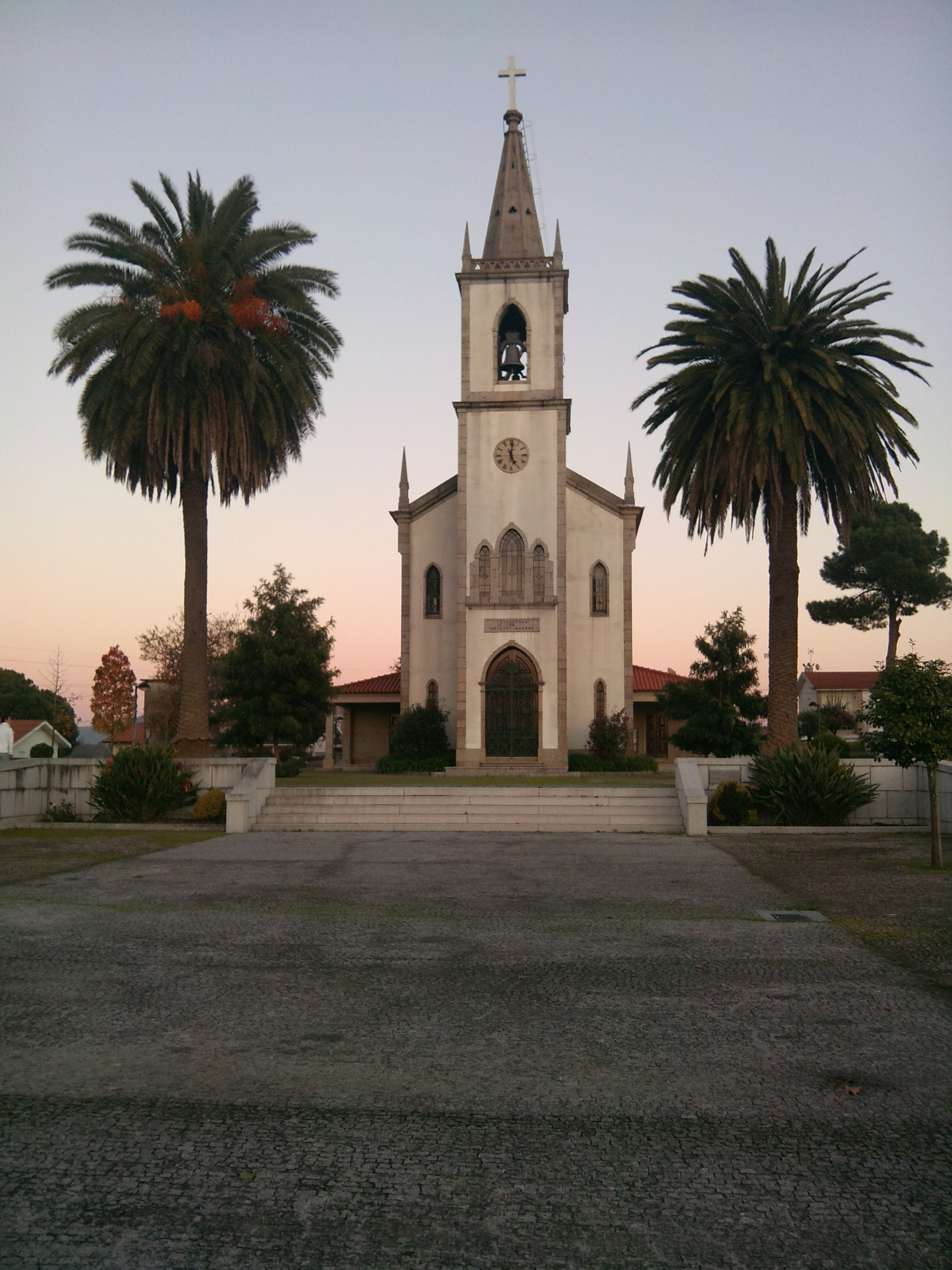
Igreja Matriz de Bairro

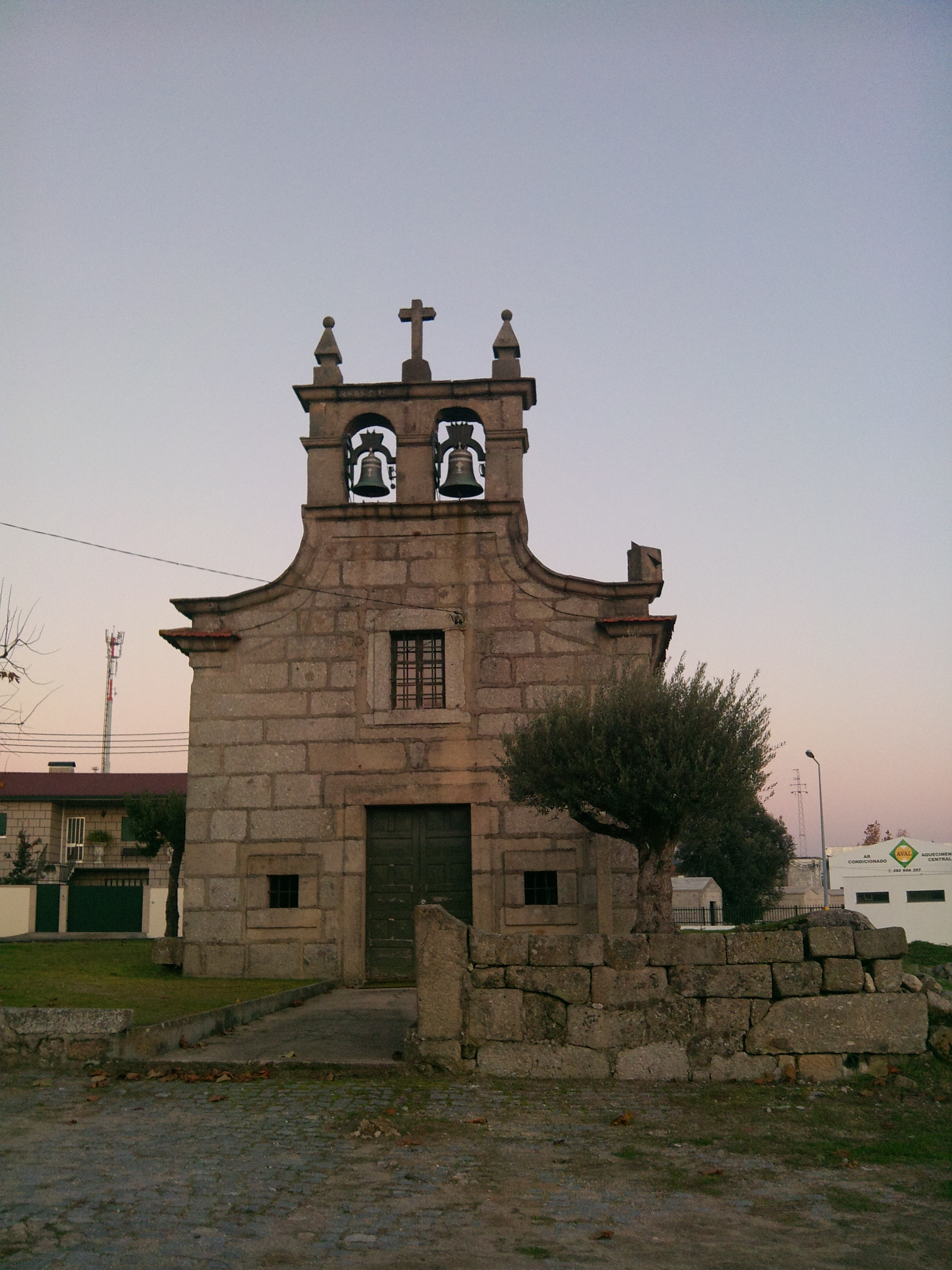
Igreja Velha de Bairro

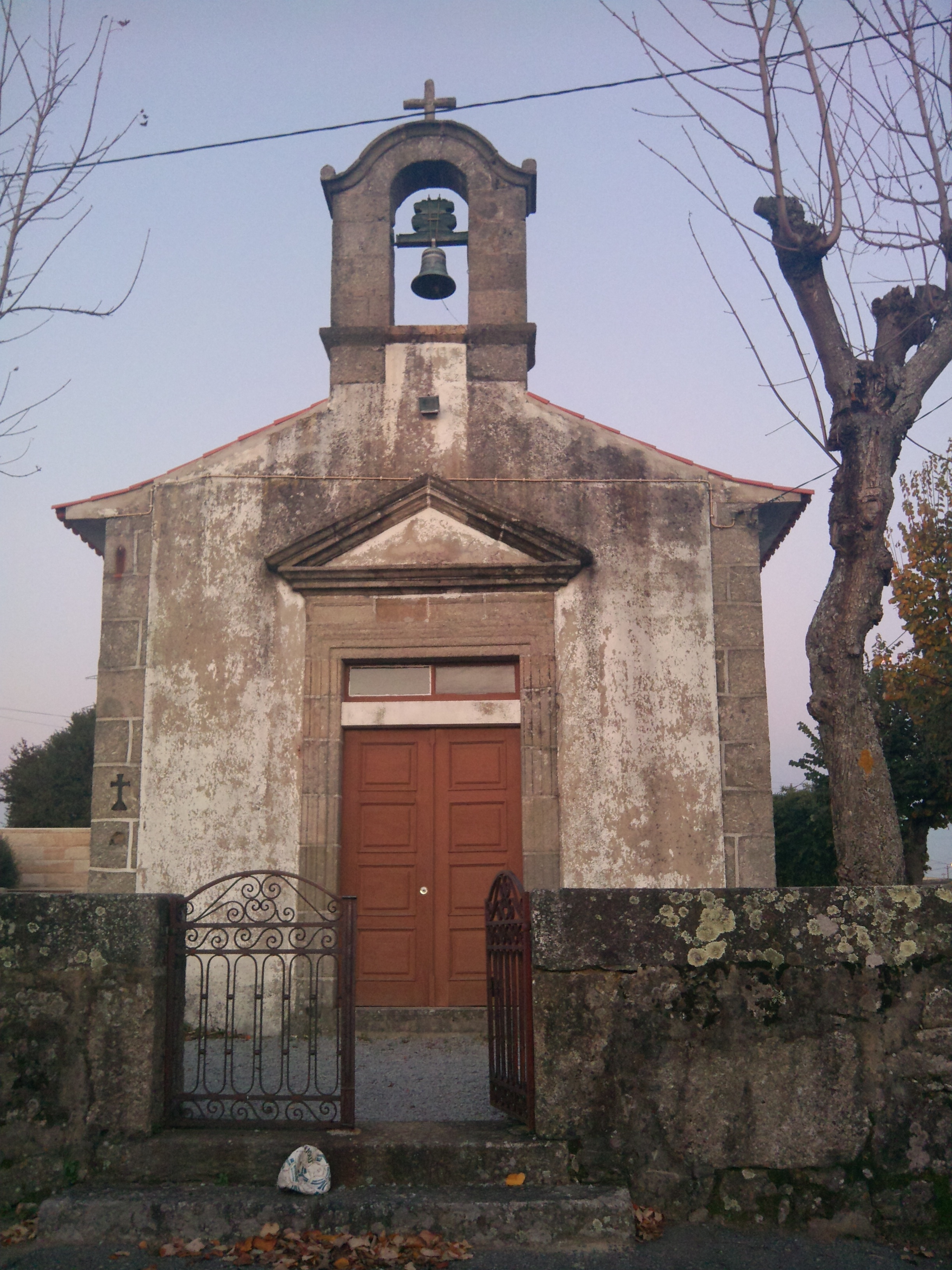
Igreja de Sanfins

Do património histórico edificado destacam-se a Igreja Matriz de Bairro, a Igreja de Sanfins, a Igreja Velha de Bairro, a Ponte de Caniços, o Solar de Pousada, a Casa da Quinta da Bouça, a Quinta de Pereira, a Quinta de Vila Verde, a Quinta do Regalo, bem como as alminhas em Sanfins, Estrada e Outeirinho.
No que concerne à cultura e aos momentos, de lazer, a comunidade local dispõe de uma biblioteca escola, um centro cultural e sala de espetáculos. Merece especial destaque o Centro de Arte e Cultura Popular que, criado em 1971, acolhe as escolas de música, declamação e cerâmica artística, assim como um museu, onde se encontram expostos os trabalhos desenvolvidos pelos alunos do centro designado por Museu de Cerâmica Artística da Fundação Castro Alves (Fundação Catro Alves).

### Património Desportivo
O património desportivo da freguesia de Bairro inclui um parque desportivo, onde o "Bairro Futebol Clube" desenvolve as suas atividades. Outro espaço particular é o Parque António Sampaio Nogueira - são 40 mil m2 de terreno verde e amplo, com várias infra-estruturas.

### Padroeiro e Festividades
A festa que se realiza em honra de S.Pedro, o padroeiro de Bairro, decorre durante três dias no fim-de-semana coincidente ou após o 29 de Junho, envolve ativamente a juventude da freguesia que, durante a preparação dos festejos, e sob a orientação de um "juiz" e "juíza", assumem o papel de "mordomos". Recentemente foram retomadas as tradicionais marchas populares. Nossa Senhora do Rosário, venerada no mês do Maio, é ainda motivo de particulares comemorações nesta terra.

### Equipamento social
Para servir os interesses da freguesia e da comunidade local, Bairro dispõe de Pré-primária (2 salas), Escola Básica do 1ºCiclo (6 salas), Biblioteca, Farmácia, Dentista. O Centro Social e Cultural S.Pedro de Bairro, por sua vez, disponibilizadas as valências de Creche, Jardim de Infância, ATL, Lar da Terceira Idade, Centro de Dia e outro de convívio, espaço de acolhimento de menores em situação de risco e um centro juvenil.

### Hotelaria e Restauração
Está em construção o único hotel cinco estrelas do concelho de Vila Nova de Famalicão. Baptizado como Hotel Rural da Azenha fica situado na rua Doutor Ruy Gonçalves Pereira (Hotel Rural D' Azenha)
Quinta Vila Verde – Empreendimentos Turísticos A. & J. M. Rego, Lda Rua de Vila Verde, 410 4765 – 062 Bairro Coordenadas GPS: n 41º22´38.33” W 8º24´46.42” (Quinta de Vila Verde)
Restaurante Residencial Sobreiro Avenida Silva Pereira, Bairro 4760-014 V.N.Famalicão.

## Associativismo
Ao nível do associativismo Bairro faz-se representar pelas seguintes coletividades:
| Desde | Nome                                                                  |
| ----- | --------------------------------------------------------------------- |
| 1981  | 1ª Companhia de Bairro da Associação de Guias de Portugal             |
| 1942  | Agrupamento nº27 do Corpo Nacional de Escutas                         |
| 1979  | Centro de Arte e Cultura de Bairro (Fundação Castro Alves)            |
| 1973  | Grupo Coral de Bairro                                                 |
| 1992  | Grupo Nova Geração                                                    |
| 1983  | Centro Social e Cultural de Bairro Centro Social e cultural de Bairro |
| 2010  | Sociedade de São Vicente de Paulo                                     |